# Університет Великого Зімбабве
Університет Великого Зімбабве - Вищий навчальний заклад що знаходиться в місті Масвінго, Зімбабве. 
Університет був відкритий після отримання незалежності і на момент заснування називався Державний Університет Масвінго (ДУМ).
Навчальний заклад має кілька направлень до вибору таких як : мистецтво, педагогічна освіта та торгівля.